# Distrito electoral de Norden (condado de Keya Paha, Nebraska)
Norden (en inglés: Norden Precinct) es un distrito electoral ubicado en el condado de Keya Paha en el estado estadounidense de Nebraska. En el Censo de 2010 tenía una población de 106 habitantes y una densidad poblacional de 0,25 personas por km².

## Geografía
Norden se encuentra ubicado en las coordenadas 42°53′46″N 100°3′53″O / 42.89611, -100.06472. Según la Oficina del Censo de los Estados Unidos, Norden tiene una superficie total de 419.39 km², de la cual 418.4 km² corresponden a tierra firme y (0.24%) 0.99 km² es agua.

## Demografía
Según el censo de 2010, había 106 personas residiendo en Norden. La densidad de población era de 0,25 hab./km². De los 106 habitantes, Norden estaba compuesto por el 100% blancos, el 0% eran afroamericanos, el 0% eran amerindios, el 0% eran asiáticos, el 0% eran isleños del Pacífico, el 0% eran de otras razas y el 0% pertenecían a dos o más razas. Del total de la población el 0% eran hispanos o latinos de cualquier raza.